# Volem bisbes catalans!
Volem bisbes catalans! fou el crit de guerra d'una campanya ciutadana, amb l'escàs ressò mediàtic que la censura del moment permetia, que amples sectors catòlics catalanistes promogueren a partir del 1966 per a reclamar el nomenament de bisbes catalans a les diòcesis de Catalunya.
La campanya va néixer en el moment de la successió de l'arquebisbe de Barcelona Gregorio Modrego Casaus per Marcelo González Martín, que era de Villanubla (Valladolid). En foren promotors, entre d'altres, l'historiador, advocat i polític Josep Benet i Morell, l'advocat i filòleg Albert Manent i Segimón, l'activista Xavier Polo, el mecenes Josep Rafel Carreras de Nadal, i el que havia de ser President de la Generalitat, Jordi Pujol i Soley.